# La Meseta-formatie
De La Meseta-formatie is een geologische formatie op Seymour-eiland bij Antarctica die afzettingen uit het Eoceen omvat. 

## Geografie
Seymour-eiland en Antarctica als geheel was in deze periode nog verbonden met Zuid-Amerika. Daarnaast was er ook nog een landverbinding tussen Antarctica en Australië. De flora van Seymour-eiland wijst er op dat het eiland in het Midden-Eoceen dicht bebost was en een warmer klimaat had met een gemiddelde jaartemperatuur van  11 tot 13 °C, waarbij er sprake was van sterke variatie tussen de seizoenen met gemiddelde wintertemperaturen van -3 tot 2 °C. 

## Fauna
De fauna van Seymour-eiland in het Eoceen bestond uit onder meer loopvogels, schrikvogels, de eerste pinguïns, de oudst bekende valkachtige Antarctoboenus, opossums, microbiotheriën, polydolopimorphen, gondwanatheriën, en de grote hoefdieren Notiolofos (Sparnotheriodontidae) en Antarctodon (Astrapotheria). Daarnaast zijn ook fragmentarische vondsten gedaan van mogelijke luiaarden of miereneters. Alle buideldieren waren kleine vormen van minder dan een kilogram zwaar. Ze vervulden meerdere niches met insectivoren, frugivoren en folivoren. De diersoorten van het eiland zijn van Patagonische oorsprong. Het merendeel van de zoogdierfossielen is gevonden in de Cucullaea I-laag (52.8-49.0 miljoen jaar oud). Fossielen van Notiolofos zijn tevens bekend uit de oudere Acantilados II-laag (55.3-53.5 miljoen jaar oud).